# Peter Buser

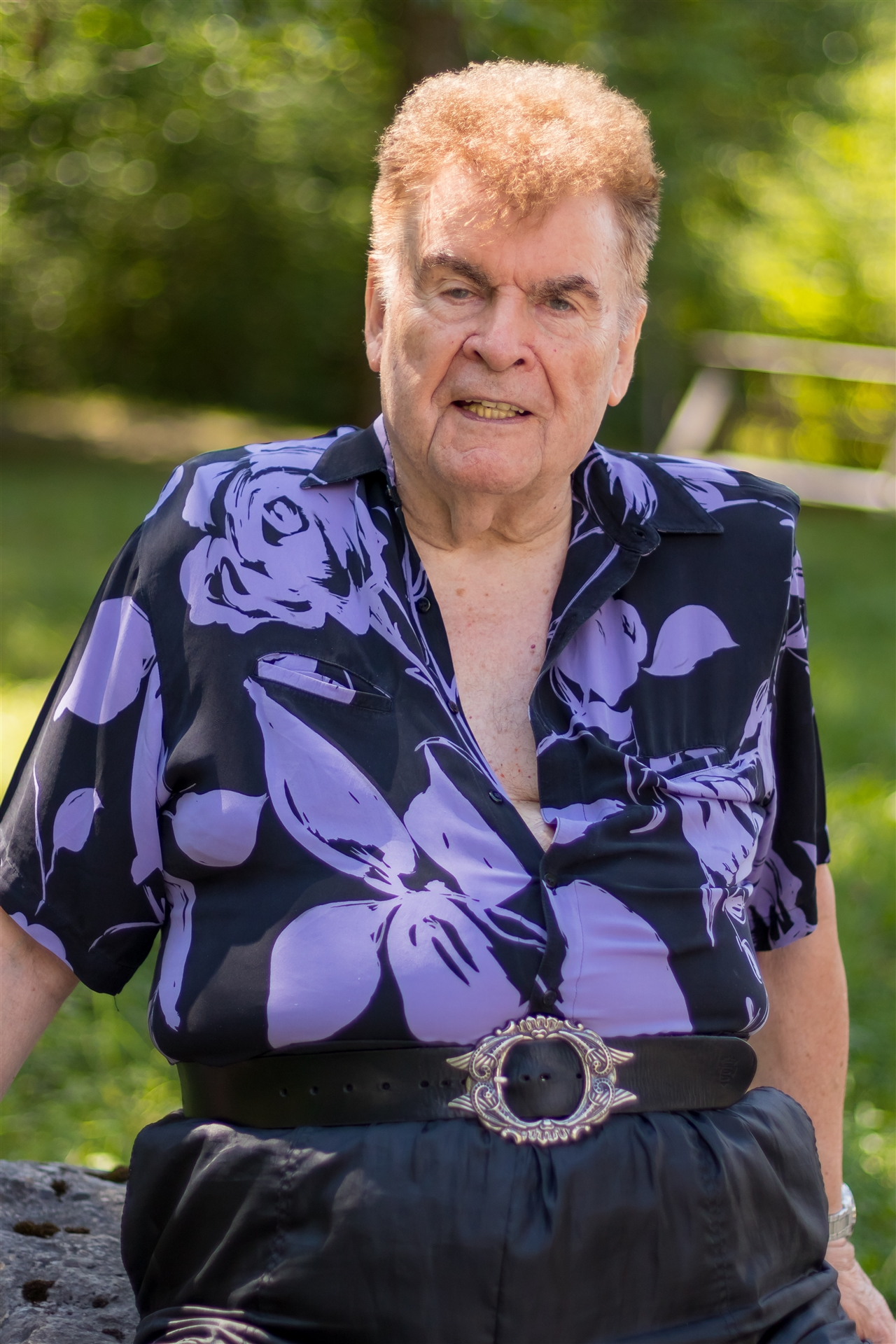
Peter Buser (2019)

Peter Buser (* 27. Januar 1937 in Trimbach; † 29. Juli 2021 in Grabs) war ein Schweizer Bankier, Playboy, Buchautor, Dichter, Konzertveranstalter und Mäzen.

## Leben und Wirken
Peter Buser wuchs in armen Verhältnissen im solothurnischen Trimbach auf, direkt an der internationalen Hauptstrasse von Westdeutschland nach Italien, der Hauenstein-Strasse zwischen Basel und Olten. Sein Vater war Maurer.
Nach der Ausbildung zum Primarlehrer am Lehrerseminar in Solothurn unterrichtete er an verschiedenen Primarschulen im Kanton Solothurn, ehe er an der Universität Bern das Studium zum Bezirkslehrer abschloss und anschliessend in Bern sowie Paris Romanistik und Allgemeine Sprachwissenschaft studierte. Er promovierte 1971 summa cum laude bei Siegfried Heinimann mit einer Arbeit in Semasiologie («Die Bezeichnungen für ‹Beten› und ‹Bitten› im christlichen Latein und im Altfranzösischen»).
Bereits während des Studiums handelte Buser mit WIR-Checks, Unterrichtsmaterial und weiteren Waren. Ab Ende der 1960er Jahre nahm er seine Tätigkeit als Vermögensverwalter auf und betrieb Portfoliomanagement für vermögende Privatkunden, teilweise zum Ärger etablierter Schweizer Banken und des Börsenkommissariats. Seine Kunden waren in erster Linie Deutsche, die sich vor einer Übernahme des Kommunismus fürchteten und daher Buser Teile ihres Privatvermögens in bar anvertrauten. Zur Anwerbung von ausländischen Kunden schaltete er Inserate in deutschen Zeitungen, unter anderem in Frankfurt. 1974 erhielt er von der Volkswirtschaftsdirektion des Kantons Zürich die Bewilligung zum ausserbörslichen Handel mit Wertpapieren (B-Konzession). Er konnte Kundengelder annehmen und bei Banken – unter seinem Namen – en bloc zinsgünstige Terminkredite aufnehmen. Den erfolgreichen Börsenhandel brachte er sich autodidaktisch bei. Parallel zu seiner Tätigkeit als Bankier unternahm er mit exzentrischen Autos (u. a. einen Pontiac Firebird Modell 1979) mehrere Reisen in Länder jenseits des Eisernen Vorhangs, so nach Rumänien, in die Tschechoslowakei und später in die DDR. Bis zum Fall der Mauer war Buser in den Ostblock-Staaten ein bekannter Playboy.
Ab 1978 fokussierte sich Buser auf die Vergabe von Lombardkrediten. Er war erfolgreich, weil er die Zinssätze der Banken wesentlich unterbot und weil seine Beleihungssätze als grosszügig galten. Unterdessen hatte er sich selber ein grosses Privatvermögen angehäuft, unter anderem durch den Schmuggel von Goldmünzen zwischen der Schweiz und Frankreich im Jahr 1980. Er haftete jeweils mit seinem Privatvermögen für die Geschäftsrisiken, die er mit der Verwaltung von Kundengeldern auf sich nahm. Das machte ihn als vermögende Privatbank mit Ausfallgarantie zu einer vorteilhaften Konkurrenz zu institutionellen Banken. 
In den 1980er Jahren erschwerte die stete Zunahme von Regulierungen das bankähnliche Geschäft. Buser verlegte 1991 seinen offiziellen Wohnsitz von Zürich in die Dominikanische Republik. Tatsächlich wohnte er aber in Brasilien, wo er als exzentrischer Playboy für Aufsehen erregte. In Rio de Janeiro wurde er deshalb 1993 entführt und musste für seine Befreiung 500'000 USD Lösegeld bezahlen. Daraufhin liess er in Liechtenstein ein Ferienhaus errichten und bezog in Zürich eine Ferienwohnung, beide mit extrovertiertem Interieur.
Im Jahr 2000 wurde Buser von der Solothurner Staatsanwaltschaft wegen falschen Verdachts auf Geldwäscherei und angeblicher Verwicklung in betrügerische Unternehmungen in der Karibik festgesetzt. Mangels Beweisen wurde Buser wieder freigelassen und mied fortan sein Heimatland.
2004 verlegte Buser seinen offiziellen Wohnsitz ins Fürstentum Liechtenstein und profitierte dort von der Pauschalbesteuerung. Buser war weiterhin als Börsenberater tätig und akquirierte bis 2010 Grosskunden, deren Anlageentscheidungen er nach der Methode «Convertible Bond Arbitrage» plante und ausführte. Die Administration erledigten staatlich lizenzierte Banken sowie Verwalter in verschiedenen Ländern. 
Von 2004 bis zu seinem Tod war Buser im Nachtleben des St. Galler Rheintals und an der Zürcher Langstrasse als ausgiebiger Lebemann bekannt. Zum Ende seines Lebens begab er sich weiterhin oft auf Reisen in der ganzen Welt. 
Peter Buser war einer der letzten Playboys in der Schweiz und Europa. Seine Begeisterung galt seit seiner Kindheit dem höfischen Leben von Adligen mit Mätressen und der exzentrischen Ausstrahlung von Rockstars mit Groupies und Sportwagen. Daher zeigte sich Buser häufig mit jungen Begleiterinnen, so 2015 beim Wiener Opernball und 2019 beim misslungenen Kaufversuch von Schloss Eugensberg. Gleichzeitig betätigte er sich ab 2015 öffentlichkeitswirksam als Pianist, Komponist, Philosoph, Konzertveranstalter, Buchautor, Dichter und Mäzen. 
Buser war nie verheiratet und hinterliess keine Kinder.
Peter Buser verstarb am 29. Juli 2021 nach langer Krankheit. Sein Grab befindet sich auf dem Friedhof in seinem Heimatdorf Trimbach.

## Veranstaltungen
Buser veranstaltete ab September 2018 Konzertanlässe unter dem Label «Conlydra» (Concert, Lyrics, Drama). Das erste Konzert fand am 15. September 2018 in der Maag-Konzerthalle in Zürich statt. Unter Beisein von Königin Silvia von Schweden konzertierten Anna Fedorova, Danae Dörken, Eldbjørg Hemsing, Dana Zemtsov, Benedict Kloeckner, Nicky Schwartz und Melanie Klöckner. Buser unterstützte anlässlich des Konzerts die World Childhood Foundation, die von Königin Silvia von Schweden präsidiert war, mit 100'000 Euro.
Weitere Conlydras fanden 2019 in St. Urban LU und in Meggen LU mit renommierten Künstlern statt.
In Basel führte Buser am 7. Dezember 2019 ein Podium mit renommierten Gästen unter dem provokativen Titel "Ein Spielzeug sei das Weib dem Manne" zum Werk von Friedrich Nietzsche durch. Der Anlass wurde von Mitgliedern der Basler JUSO gestört und unterbrochen. Wegen eines Feueralarms musste das ganze Naturhistorische Museum, wo der Anlass stattfand, evakuiert werden.

## Engagement
Im September 2018 gründete Buser die wohltätige Schweizer Stiftung Res Ubique Foundation, die ab November 2019 Hauptsponsor des HC Davos werden sollte und in diesem Zusammenhang in Buser World Music Forum Foundation umbenannt werden sollte. In der Folge scheiterte die Partnerschaft und es folgte ein Rechtsstreit. Die Stiftung bezweckte die Förderung von Projekten in den Gebieten Philosophie, Kunst, Kunsterziehung, Literatur und Musik. Im Besonderen förderte die Stiftung Projekte rund um den Philosophen Friedrich Nietzsche, wie z. B. die Ausstellung Übermensch im Historischen Museum Basel mit einer Spende von 400'000 Franken. Die Stiftung befindet sich aktuell in Auflösung.
Buser unterstützte die Jugendförderung mit einer Spende von über drei Millionen Franken an das Leichtathletikstadion «Buser-Arena» des Turnvereins Grenchen.

## Publikationen
Buser hat neben einer Autobiografie und seiner Dissertation mehrere Gedichtbände sowie Artikel zum Banking publiziert.

### Werke
- Die Bezeichnungen für «Beten» und «Bitten» im christlichen Latein und im Altfranzösischen. Dissertation 1971 (online).
- Aphorismen und andere Kurzweil. 2005, ISBN 3-8334-2898-8 (PDF).
- Fussnoten eines Börsenspekulanten. 2015, ISBN 978-3-906276-23-6.
- «Ich war eine Bank. Und Schlimmeres». 2017, ISBN 978-3-906276-61-8 (PDF).
- Bis dass der Tod mich scheidet. 2019, ISBN 978-3-942924-25-2 (PDF).

### Artikel
- Warum wandelt sich der Geist der Schweizer Banker? In: Anlegen & Vorsorgen. Juni 2014, S. 21 (PDF; 1,3 MB)
- Convertible Bond Arbitrage: Profite mit Wandelobligationen. In: Payoff. Juli 2014, S. 17 (PDF; 361 kB).
- Der Anleger von 2015: Eine gemarderte Seele? In: Anlegen & Vorsorgen. März 2015, S. 22 (PDF; 122 kB).